# Munții Atacora
Atacora este numele unui masiv muntos situat în partea de nord-est a Beninului, îm departamentul Atacora. Altutudinea maximă, de 658 m este atinsă în muntele Sobkaro, care de altfel este și cel mai înalt punct al țării.